# انیاکی مونیوس
انیاکی مونیوس (انگلیسی: Iñaki Muñoz؛ زادهٔ ۲ ژوئیهٔ ۱۹۷۸) بازیکن فوتبال اهل اسپانیا است.
از باشگاه‌هایی که در آن بازی کرده‌است می‌توان به باشگاه فوتبال اتلتیک بیلبائو و باشگاه فوتبال اوساسونا اشاره کرد.
وی همچنین در تیم‌های ملی فوتبال زیر ۱۸ سال اسپانیا، Navarre autonomous football team، و باسک بازی کرده‌است.